# ティアドロップ探偵団
「ティアドロップ探偵団」（ティアドロップたんていだん）は、イモ欽トリオの2枚目のシングル。

## 解説
前作「ハイスクールララバイ」の大ヒットを受けての2枚目のシングルで、同じ作家陣で制作された。リリース時には「学園テクノ・サウンドをしっかり確立させた」とも評されたが、前作とは売上枚数を大きく落とし、ミリオンセラーやオリコンチャート1位などとは程遠い結果に終わった。
TBSテレビ『ザ・ベストテン』では、1982年4月22日から5月13日まで4週連続で10位。
このシングルの発売後に間もなくして、フツオ役の長江健次が大学受験の為にイモ欽トリオを脱退、芸能界を一時休業した。
初回生産盤にはピンナップが封入された。

## 収録曲
全作詞：松本隆

### SIDE A
1. ティアドロップ探偵団
  - 作曲・編曲：細野晴臣

### SIDE B
1. サーフサイドX
  - 作曲・編曲：井上大輔